# Ceionius Rufius Albinus (Konsul 335)
Ceionius Rufius Albinus (* 14./15. März 303; † im 4. Jahrhundert) war ein hochrangiger römischer Beamter der Spätantike.
Albinus stammte aus der hochangesehenen Familie der Ceionier, sein Vater Gaius Ceionius Rufius Volusianus und sein Großvater Nummius Albinus waren 311 und 314 bzw. 263 Konsuln. Seine Mutter war Nummia Albina. Ceionius Rufius Albinus stieg unter Kaiser Konstantin I. zu hohen Würden auf. 335 bekleidete er gemeinsam mit Julius Constantius, einem Halbbruder des Kaisers, als zweiter Konsul (consul posterior) das Konsulat. Vom 30. Dezember 335 bis zum 9. März 337 war er außerdem Stadtpräfekt der Stadt Rom. Um 337 wurde in Rom für ihn eine Quadriga errichtet, vielleicht als Belohnung dafür, dass er einige Kompetenzerweiterungen für den Senat erwirkt hatte. Über seine Karriere ist sonst nichts bekannt.
Eine Inschrift aus Rom, auf der sich auch ein Überblick über Albinus’ Karriere und sein ganzer Name findet, nennt ihn „philosophus“, Philosoph. Deshalb ist er vielleicht der Albinus, dessen heute verlorene Bücher über Dialektik und Geometrie der spätere Philosoph Boethius nennt. Er könnte auch der Autor einer Geschichte Roms in Versen gewesen sein, die von Priscian erwähnt wird.
Der Senator und Astrologe Iulius Firmicus Maternus überliefert in seinen Mathesis das Horoskop eines nicht namentlich genannten Stadtpräfekten, den die moderne Forschung mit Ceionius Rufius Albinus identifiziert hat. Aufgrund dieses Horoskops kann Albinus’ Geburtsdatum mit dem 14. (oder 15.) März 303 bestimmt werden.